# Ocnogyna loewii
Ocnogyna loewii är en fjärilsart som beskrevs av Herrich-Schäffer 1864. Ocnogyna loewii ingår i släktet Ocnogyna och familjen björnspinnare. Inga underarter finns listade i Catalogue of Life.